# 張我樸
張我樸（？—1657年），字伯還，浙江嘉興府嘉善縣人，清初政治人物。

## 生平
順治五年（1648年）戊子科浙江鄉試舉人，九年（1652年）聯捷壬辰科進士。任大理寺左評事。十四年（1657年）分校丁酉科順天鄉試，因受賄案發，被處以極刑。

## 著作
工詩詞。清詞綜錄其祠一首：
- 《望江南》

行春遍，舞蝶試香衣。
竹徑綠深雲欲聚，花間紅濕雨初肥。
何處踏春歸。